# Acanthodelta hieroglyphigera
Acanthodelta hieroglyphigera là một loài bướm đêm trong họ Noctuidae.